# Tylertown
Tylertown es un pueblo del Condado de Walthall, Misisipi, Estados Unidos. Según el censo de 2000 tenía una población de 1.910 habitantes y una densidad de población de 241.8 hab/km².

## Demografía
Según el censo de 2000, había 1.910 personas, 707 hogares y 461 familias residiendo en la localidad. La densidad de población era de 241,8 hab./km². Había 825 viviendas con una densidad media de 104,4 viviendas/km². El 56,34% de los habitantes eran blancos, el 41,41% afroamericanos, el 0,16% amerindios, el 0,84% asiáticos, el 0,47% de otras razas y el 0,79% pertenecía a dos o más razas. El 1,10% de la población eran hispanos o latinos de cualquier raza.
Según el censo, de los 707 hogares en el 31,5% había menores de 18 años, el 40,5% pertenecía a parejas casadas, el 21,6% tenía a una mujer como cabeza de familia y el 34,7% no eran familias. El 32,2% de los hogares estaba compuesto por un único individuo y el 18,4% pertenecía a alguien mayor de 65 años viviendo solo. El tamaño promedio de los hogares era de 2,47 personas y el de las familias de 3,15.
La población estaba distribuida en un 26,6% de habitantes menores de 18 años, un 9,1% entre 18 y 24 años, un 21,6% de 25 a 44, un 20,2% de 45 a 64 y un 22,6% de 65 años o mayores. La media de edad era 39 años. Por cada 100 mujeres había 75,6 hombres. Por cada 100 mujeres de 18 años o más, había 69,5 hombres.
Los ingresos medios por hogar en la localidad eran de 20.515 dólares ($) y los ingresos medios por familia eran 30.125 $. Los hombres tenían unos ingresos medios de 30.625 $ frente a los 16.094 $ para las mujeres. La renta per cápita para la ciudad era de 13.712 $. El 32,3% de la población y el 28,9% de las familias estaban por debajo del umbral de pobreza. El 48,0% de los menores de 18 años y el 18,2% de los habitantes de 65 años o más vivían por debajo del umbral de pobreza.

## Geografía
Según la Oficina del Censo de los Estados Unidos, la localidad tiene un área total de 7,9 km², todos ellos correspondientes a tierra firme.

## Hijos ilustres
- Ruby Bridges, primera afroamericana en ir a la "escuela para blancos" en los años 1950.